# Metarhodactis
Metarhodactis is een geslacht van neteldieren uit de klasse van de Anthozoa (bloemdieren).

## Soort
- Metarhodactis boninensis Carlgren, 1943